# Allan Clarke (sångare)
Harold Allan Clarke, född 5 april 1942 i Salford, Greater Manchester, är en brittisk sångare och gitarrist. Clarke är mest känd som sångare och låtskrivare i popgruppen The Hollies. Han var en av de ursprungliga medlemmarna vid bildandet 1962. Han var sångare på de flesta av gruppens hitsinglar under 1960-talet, och tillsammans med Graham Nash och Tony Hicks komponerade han låtar för gruppen. 
Han bestämde sig 1971 för att lämna gruppen, och ersattes av Mikael Rickfors. Efter att The Hollies oväntat fått en amerikansk singelhit med låten "Long Cool Woman in a Black Dress" 1972 återvände han igen 1973. Samtidigt som han var medlem i gruppen gav han också ut musik som soloartist. Han var medlem till år 2000 då problem med stämbanden tillfälligt tvingade honom att sluta uppträda, plus att hans fru behövde vård. Han tog senare upp musiken igen, men The Hollies har sedan 2004 Peter Howarth som sångare.
Sedan 2010 är han invald i Rock and Roll Hall of Fame som medlem av The Hollies. 2019 utgav han ett nytt soloalbum, Resurgence.

## Diskografi
Soloalbum
- 1972 – My Real Name Is 'arold
- 1973 – Headroom
- 1974 – Allan Clarke
- 1976 – I've Got Time
- 1978 – I Wasn't Born Yesterday
- 1980 – Legendary Heroes
- 1980 – The Only One